# 小島康男
小島 康男（こじま やすお、1933年1月15日 - ）は、日本の男性声優、俳優。奈良県出身。『W3』のノッコ役で知られる。

## 略歴
日本大学卒業後、東宝芸能学校演技科を経て、東宝劇団に所属。『恋すれど恋すれど物語』が初舞台。その後、シバプロ、鷹の会を経て、1969年4月、六芸社に所属。

## 出演作品

### テレビアニメ
1965年
- W3（ノッコ）

### テレビドラマ
- おかあさん第2部 第202話「石垣」（1963年、TBS）
- 女と味噌汁（TBS）
  - その7（1967年）
  - その14（1969年）
  - その18（1971年）
- 青空にとび出せ! 第15話「こそこそバンバン」（1969年、TBS）
- 天国の父ちゃんこんにちは その11（1969年、TBS）

### 舞台
- 恋すれど恋すれど物語（1956年） [1]
- だから!青春（1969年12月 - 1970年8月） - 坂田班長

### 歌
- ワンダースリー（ボーカル・ショップ、白石冬美、近石真介との歌唱）